# Semjonowo (Kaliningrad, Prawdinsk)
Semjonowo (Семёново, deutsch Dichtenwalde) war ein Ort im Rajon Prawdinsk (Stadtkreis Friedland (Ostpreußen)) in der russischen Oblast Kaliningrad (Gebiet Königsberg (Preußen)).

## Geographische Lage
Die Ortsstelle von Semjonow resp. Dichtenwalde liegt unmittelbar an der Grenze zum Rajon Gwardeisk und nur wenige hundert Meter vom gleichnamigen Ort Semjonowo (Fuchsberg/Marienhagen) entfernt. Bis zur einstigen Kreismetropole Königsberg (Preußen) (russisch Kaliningrad) sind es 21 Kilometer in nordwestlicher Richtung, und bis zur zwischenzeitlichen Kreisstadt Preußisch Eylau (russisch Bagrationowsk) ebenfalls 21 Kilometer in südlicher Richtung. Die heutige Rajonshauptstadt Prawdinsk (deutsch Friedland (Ostpreußen)) liegt 23 Kilometer in südöstlicher Richtung entfernt.

## Geschichte
Der Gutsort Dichtenwalde wurde um das Jahr 1850 gegründet. Am 23. Oktober 1886 wurde die Besitzung Dichtenwalde aus dem bereits seit 1874 existierenden und im Kreis Königsberg in Ostpreußen gelegenen Amtsbezirk Fuchsberg (russisch Semjonowo) in den zum Kreis Preußisch Eylau gehörenden Amtsbezirk Uderwangen (russisch Tschechowo) umgegliedert. Am 1. Januar 1908 wurde Dichtenwalde als Teil des Gutsbezirks Gauleden (Forst) (russisch Tumanowka) innerhalb des Amtsbezirks Uderwangen genannt.
Am 1. November 1928 schließlich wurde Dichtenwalde innerhalb des Gutsbezirks Gauleden (Forst) aus dem Amtsbezirk Uderwangen in die Landgemeinde Fuchsberg innerhalb des Amtsbezirks Fuchsberg umgegliedert.
Im Jahre 1945 kommt Dichtenwalde mit dem gesamten nördlichen Ostpreußen in Kriegsfolge zur Sowjetunion. Danach allerdings verliert sich seine Spur, lediglich eine russische Namensgebung als „Semjonowo“ ist bekannt, nicht aber die Zuordnung zu einem Dorfsowjet oder überhaupt eine Besiedlung des Ortes. Semjonowo gilt somit heute als untergegangen. Seine Ortsstelle im Rajon Prawdinsk (Stadtkreis Friedland (Ostpreußen)) in der russischen Oblast Kaliningrad (Gebiet Königsberg (Preußen)) ist kaum noch zu finden.

## Kirche
Bis 1945 war Dichtenwalde ein das Kirchspiel der evangelischen Kirche Uderwangen (russisch Tschechowo) in der Kirchenprovinz Ostpreußen der Kirche der Altpreußischen Union eingepfarrt.

## Verkehr
Zur Ortsstelle von Semjonowo führt heute eine Landwegverbindung, die in Tschechowo (Uderwangen) an der Regionalstraße 27A-083 (ex A 196, frühere deutsche Reichsstraße 131) beginnt und in der namensgleichen Siedlung Semjonowo (Fuchsberg/Marienhagen) endet.
Uderwangen war bis 1945 auch die nächste Bahnstation. Sie lag an der jetzt nicht mehr befahrenen Bahnstrecke Königsberg–Angerburg. 